# 辻伸泰
辻 伸泰（つじ のぶひろ、1966年2月14日 - ）は、日本の金属工学者（冶金学者）。京都大学教授。専門は社会基盤材料学、金属組織学、材料強度学、塑性加工学、鉄鋼材料学。工学博士（京都大学）（1994年）。京都府出身。

## 学歴
- 1984年3月：京都府立洛水高等学校卒業
- 1989年3月：京都大学工学部金属加工学科卒
- 1991年3月：京都大学大学院工学研究科金属加工学専攻修士課程修了
- 1994年3月：京都大学大学院工学研究科金属加工学専攻博士後期課程修了

## 職歴
- 1994年4月：大阪大学工学部材料物性工学科助手
- 2000年4月：大阪大学大学院工学研究科知能・機能創成工学専攻助教授
- 2007年4月：大阪大学大学院工学研究科知能・機能創成工学専攻准教授
- 2009年3月：京都大学大学院工学研究科材料工学専攻教授

- 1998年7月-1999年7月：米国・コロラド鉱山大学客員研究員（日本学術振興会海外特別研究員）
- 2001年4月-2001年9月：東京工業大学大学院総合理工学研究科非常勤講師
- 2003年7月-2003年8月：デンマーク王国 Risø National Laboratory, Visiting Professor
- 2004年12月-2005年3月：豊橋技術科学大学非常勤講師
- 2006年12月-2007年1月：デンマーク王国 Risø National Laboratory, Visiting Professor
- 2007年4月-2007年9月：岐阜大学工学研究科非常勤講師

## 主要受賞歴
- 第17回本多記念研究奨励賞（1996年）
- 日本金属学会第7回奨励賞（組織部門）（1997年）
- 日本鉄鋼協会澤村論文賞（1999年）
- 第18回軽金属奨励賞（2000年）
- 日本金属学会第1回村上奨励賞（2004年）
- 日本金属学会第53回論文賞（2005年）
- 日本金属学会第64回功績賞　力学特性部門（2006年）
- 日本学術振興会日本学術振興会賞：超微細粒金属材料に関する研究（2009年）